# Selent
Selent ist eine Gemeinde im Kreis Plön in Schleswig-Holstein. Fellhusen, Finkbusch und Wehdendorf liegen im Gemeindegebiet.

## Lage
Selent liegt am Südufer des Selenter Sees, des nach dem Großen Plöner See zweitgrößten Sees in Schleswig-Holstein, und an der Bundesstraße 202 von Kiel nach Lütjenburg. Selent ist ländlicher Zentralort und Sitz der Amtsverwaltung des Amtes Selent/Schlesen. An die Gemeinde Selent grenzen die Gemeinden Lammershagen und Martensrade.

## Politik

### Gemeindevertretung
Bei der Kommunalwahl am 14. Mai 2023 wurden insgesamt 13 Sitze vergeben. Von diesen erhielten die Freien Wähler Selent sechs Sitze, die CDU drei Sitze und die Grünen und die SPD jeweils zwei Sitze.

### Wappen
Blasonierung: „Von Silber und Blau im Wellenschnitt geteilt. Oben ein liegender roter Schlüssel mit dem Griff nach links und dem Bart nach unten; vor einer wachsenden neugotischen silbernen Zinnenmauer ein runder, neugotischer silberner Zinnenturm.“

## Servatius-Kirche
Die Kirche wurde 1197 erstmals urkundlich erwähnt. Sie ist dem Heiligen Servatius von Tongern, einem der Eisheiligen, geweiht, der vermutlich von den niederländischen Siedlern verehrt wurde, die Graf Adolf II. von Schauenburg ansiedelte. Der älteste Teil der Kirche, der Turm, stammt aus der Zeit Vizelins, das tiefe gotische Gewölbe wurde im 13. Jahrhundert in die romanische Saalkirche eingezogen. Zur Ausstattung gehören ein Flügelaltar von 1470 mit Darstellung der Passion Christi und eine Kanzel von 1595. Nördlich und südlich des Kirchenschiffs schließen sich fast in selber Höhe die Grabkapellen der Patronatsfamilien Rantzau und Reventlow an.

## Blomenburg
Die Blomenburg, die nach dem Reichsgrafen Otto von Blome benannt ist, liegt auf einer Anhöhe am Ortsrand. Otto von Blome kaufte das Gut Salzau und das Gut Lammershagen, zu dem auch Selent gehörte, im Jahr 1829.
Das englisch-neugotische Herrenhaus ließ er 1842 als Jagdschloss in einem 23 ha großen englischen Landschaftspark erbauen. Der Architekt war Eduard Knoblauch. 1870 wurde es so umgebaut, dass es dauerhaft bewohnbar wurde.
Von 1927 bis 1993 war das Land Schleswig-Holstein Eigentümer der Blomenburg und betrieb hier das Landesjugendheim Selent.
Nach der endgültigen Schließung des Heimes 1993 wurde die Blomenburg mit 67 ha Ländereien zum 1. Januar 1997 an den Rendsburger Kaufmann Dietmar Hartmann verkauft. Von 2006 bis 2011 befand sich dort ein Technologiezentrum. 
Seit dem Jahr 2019 befindet sich in der Blomenburg eine Privatklinik, welche sich auf mentale Gesundheit spezialisiert hat.

## Wirtschaft
Als ländlicher Zentralort verfügt die Gemeinde über ein breites Angebot an Dienstleistungen und eine Vielzahl von Einzelhandelsbetrieben.
Technologiezentrum
Das mit ca. acht Millionen Euro von der EU, dem Kreis Plön und der Gemeinde Selent finanzierte Blomenburg Klimaschutz Technologiezentrum wurde im August 2006 eingeweiht. Ziel der Einrichtung war die Ansiedlung und Förderung von Unternehmensgründungen aus den Bereichen Bio- und Informationstechnologie, ab Frühjahr 2008 mit Schwerpunkt auf erneuerbare Energie und Klimaschutz.
2010 übernahm der Kreis Plön den Betrieb des Technologiezentrums Blomenburg. Nach der Insolvenz des Gesellschafters „Blomenburg Holding“, Eigentümer Dietmar Hartmann Rendsburg, im Januar 2011, und dem Beschluss des Kreises Plön, das Technologiezentrum zukünftig nicht mehr zu finanzieren, meldete die Blomenburg Venture Park Trägergesellschaft mbH am 25. Februar 2011 Insolvenz an.
Aufgrund komplizierter Eigentumsverhältnisse ist ein langwieriges Insolvenzverfahren zu erwarten.

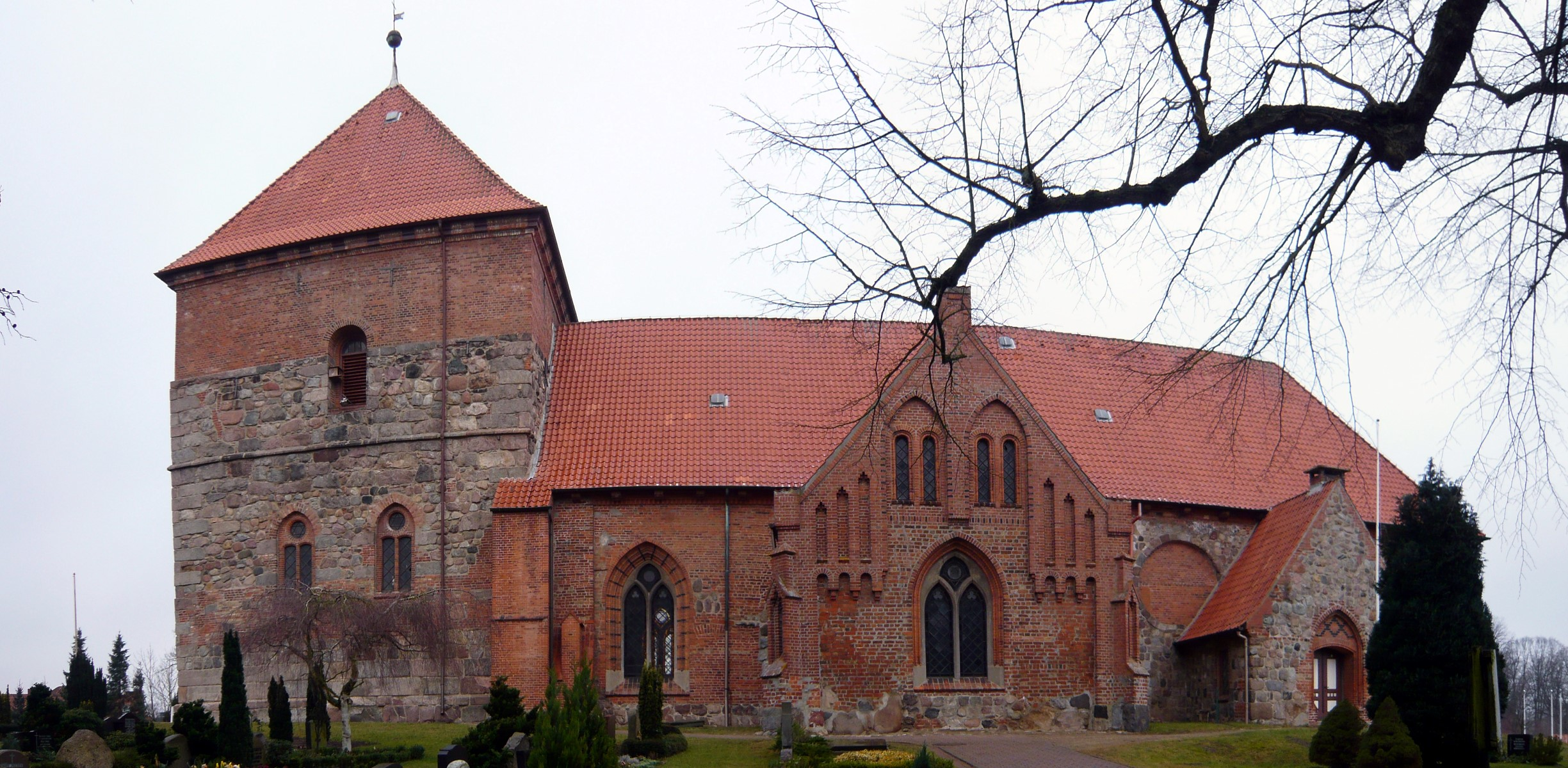
Servatius-Kirche
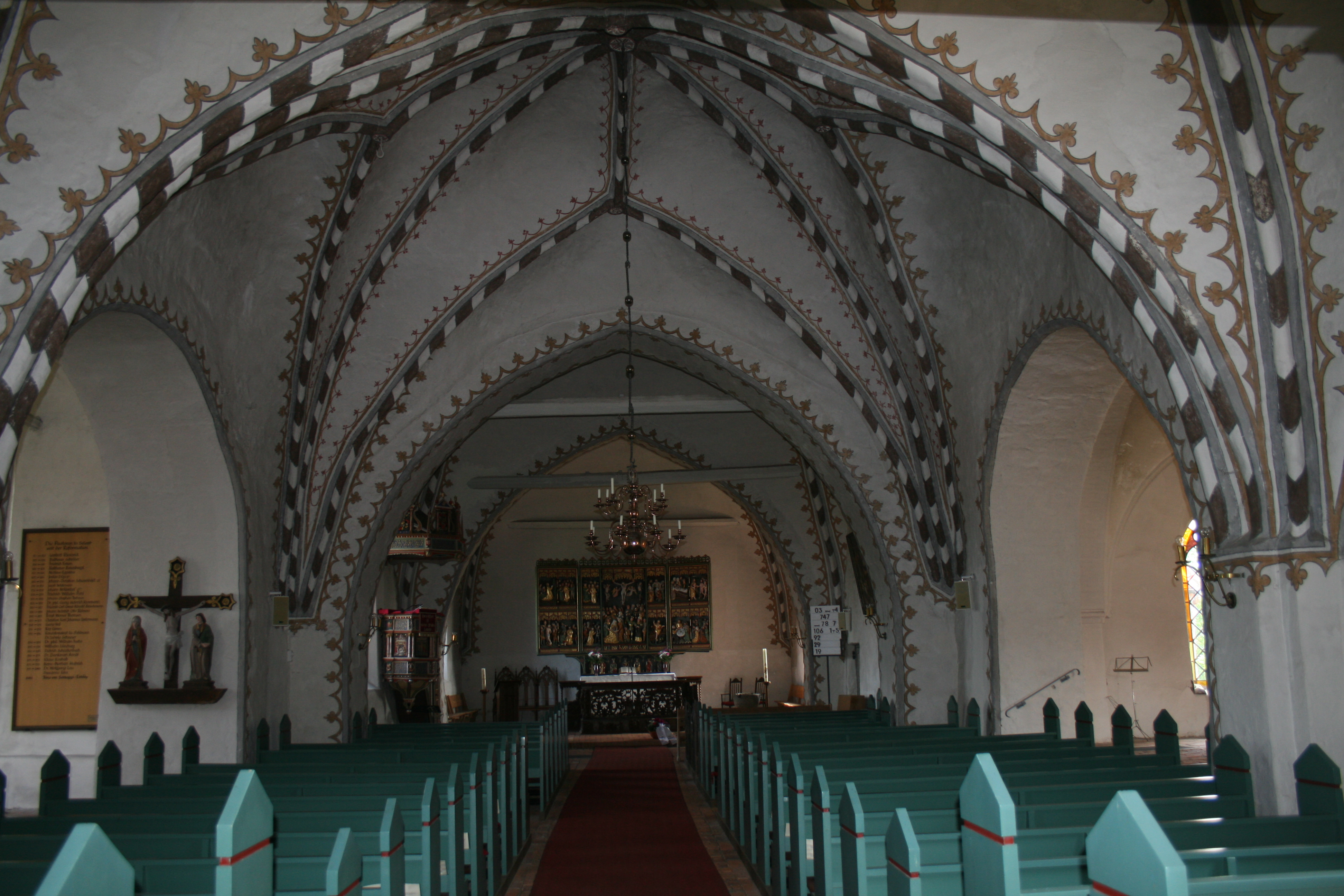
Innenraum
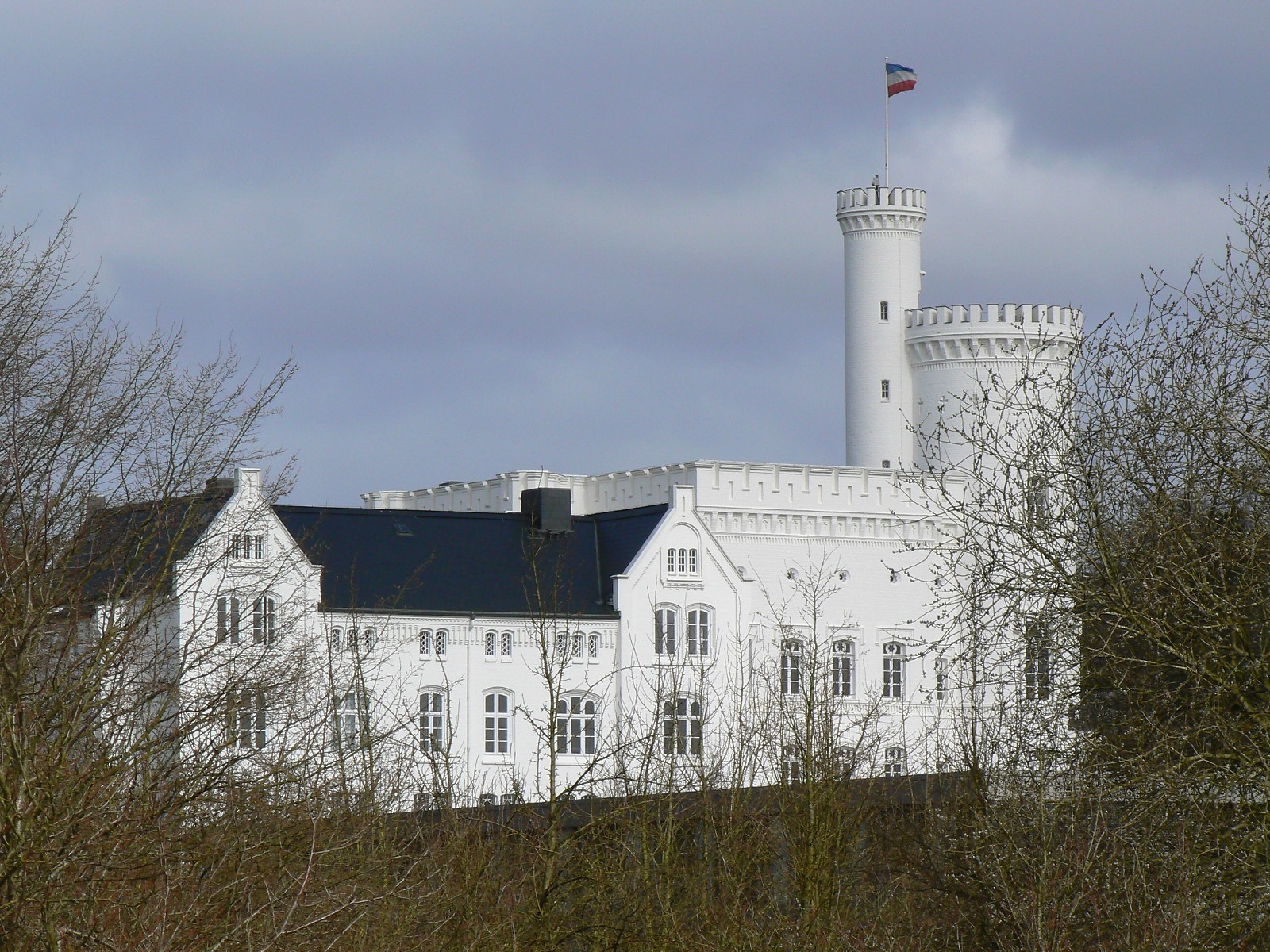
Blomenburg
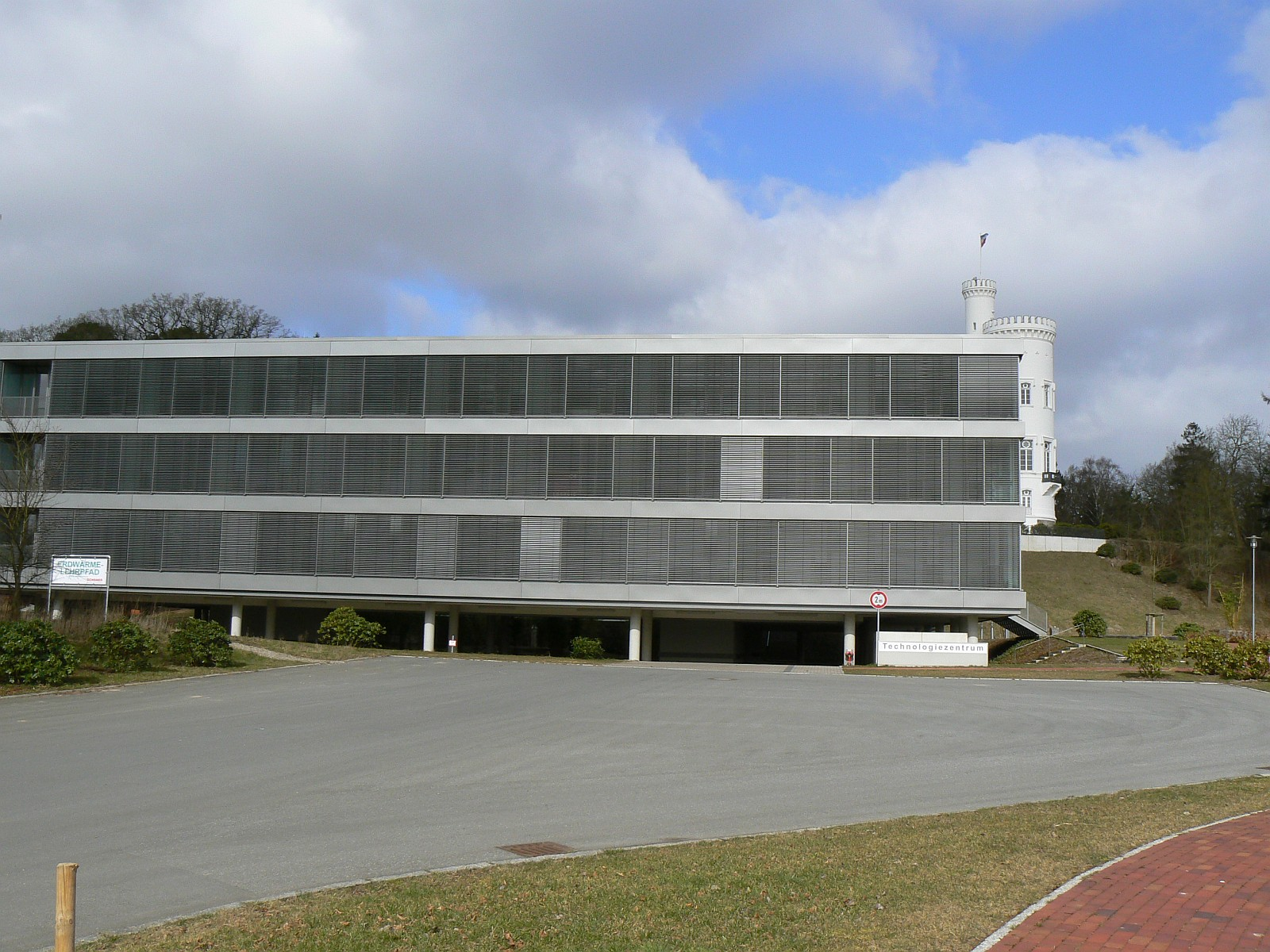
Technologiezentrum

## Persönlichkeiten
- Egmont Zechlin (1896–1992), Historiker und Universitätsprofessor, der in Selent lebte